# Средњовековна уметност
Средњовековном уметношћу назива се уметност која се развијала у Европи као и у новоствореним и јаким цивилизацијама, између старог и новог века и датирана је падом западног Римског царства 476. године на једној страни и открићем Америке 1492. године.

## Историја и карактеристике
У време појављивања хришћанства ковитлао се ту зачарани круг који је разорно деловао као точак који се не може зауставити. Роб је био потпуно незаинтересован за рад. У време инвазије варварских племена ова велика држава се распала. Формира се феудални систем када је кмет имао више слобода. Од 5. па све до 10. века доба натуралне привреде; произведе се – потроши се! Не постоје резерве и вишкови. Од 11. века појављују се вишкови у производњи, и у Европи се формирају градови и развијају се занати. Градови постају жаришта културе.
У јужним областима (Италија) може се пратити утицај Византије, постоје радионице које искључиво раде на византијски начин као и радионице које су сликале на грчки начин “pictores graeci”. За рани средњи век јесте карактеристично да има исто тако развијено сликарство као и скулптуру, и за разлику од Византије где је скулптура била врло мало развијена и прихватана.
Током 9. и 11. века врши се урбанизација и стварају се градови и насеља у Европи. Уметност из манастира прелази у градове. Млади занатлијски сталеж иде за тим да уметност доведе у реалне оквире. Уметност се све више хуманизује. Тема се мења. Била је везана за религију и за мистичне списе и имала је задатак да вернике држи у покорности а мотив страшнога суда често се понавља и сусреће. У готици се тема страшног суда такође јавља али су распрострањене и друге и оптимистичкије теме. Јављају се теме које у себи носе и поетичније квалитете. Богородица постаје насмешена и све више кокетна.

## Уметнички правци у средњовековној уметности
У средњовековној уметности разликујемо правце којих има више него техника. Тако разликујемо:
- Рано- хришћанску уметност– хришћанство је допринело образовању идеологије, па и естетике и слободнијег начина мишљења и схватања живота средњовековног света. Основне идеје које је донело хришћанство биле су опасне и стране робовласничком друштву. Скупови хришћана у прво су време били тајни јер су хришћани били прогањани и скривали су се и организовали у катакомбама.

- Византијску уметност– Уметник Византије се користи ортогоналном композицијом. Присутна је и инверзна перспектива у којој видимо законе перспективе примењене на другачији начин да би се искористили за указивање на идејни центар догађаја, његово постављање и приказивање, и овај се користи композиционо. Светлост и сенка не расипа се на начин који одговара стварности и простору су намерно дата одређена иреална својства. Ова се уметност не занима за тело које увек нестаје под богатим наборима тканине, и осећа се присутност аскетског и бестелесног, а када треба приказивати наго тело осећа се схематизација која се из деценије у деценију понавља и са истим грешкама које су једном учињене. Нарочита пажња се поклања глави и очима- очи су прозори душе. Ова уметност постаје средство помоћу кога се уводи мисао из света реалног у свет спиритуални. Ту се развија сликарство и као фреска и као мозаик а познато је и раширено и књижно сликарство.

- Исламску уметност, као уметнички правци који су се појавили на рубовима римске империје. Исламска уметност настала је на основу различитих утицаја (Персија, Византија, рано хришћанство и антика). Нарочити значај је даван орнаменту који се много употребљавао нарочито у исламској архитектури.

- Уметност у раном средњем векуУ свом општем концепту ова уметност је интернационална и има свеобухватни карактер а настала је и развијала се из античке традиције чији су елементи прерађени и трансформисани и упијени. Традиција варварских, германских и словенских племена утицала је на уметност. Германи су били традиционални мајстори и уметници у обради метала. У јужним областима (Италија) може се пратити утицај Византије. Уметник раног средњег века представља мотиве птица или вегетативне мотиве који су развијени и распрострањени и упрошћени и јављају се мотиви лука или завојнице, дакле геометријски мотиви или стилизовани архитектонски елементи. (меровејска уметност, каролиншка уметност, отонска уметност)

- РоманикуУ романској уметности долази до мешања античке и барбарске уметности из доба сеобе народа. У архитектури романске уметности је карактеристичан полукружни лук.

- ГотикуГотика је уништила велике зидне површине које су биле погодне за осликавање. Скелетна готичка конструкција је уништила зидне слике и нема више могућности да се развијају али су ову функцију прихватили отвори и прозори који се овде налазе и омогућавају једну нову технику сликања на стаклу – витраж. Сликарство готике не уме да реализује дубину слике. За архитектуру готичке уметности карактеристичан је изломљени лук.

- као и уметности које могу да се разликују и по извесним областима као Француска, Шпанија, Италија, Немачка, Аустрија, Швајцарска, Скандинавске земље, где се наравно границе и утицаји не поклапају, а стилови су разноврснији.

У средњем веку у Европи се спаја античка цивилизација Римског царства са варварском културом и уметношћу Германа, Келта и Словена.

## Споменици
Култура средњег века створила је споменике културе;
- у архитектури (базилике, катедрале, куле и градове),
- у сликарству (олтаре, фреске мозаике),
- у скулптури (апликације декорација катедрала и самосталне скулптуре),
- у примењеној уметности (таписерије, тканине, оружје, накит, керамику),
- као и у музици и литератури.

У смотри врхунских остварења у уметности упоредо са египатским пирамидама средњовековна уметност би могла бити представљена катедралама у Паризу или Ремсу. До сада се радило о променама у оквиру једног истог схватања међутим сада се ради о промени самог тог схватања тако да развој уметности завршава као једна целина до тог доба развоја људске цивилизације.